# Areopaguristes micheleae
Areopaguristes micheleae is een tienpotigensoort uit de familie van de Diogenidae. De wetenschappelijke naam van de soort is voor het eerst geldig gepubliceerd in 2005 door Rahayu.